# Väglag

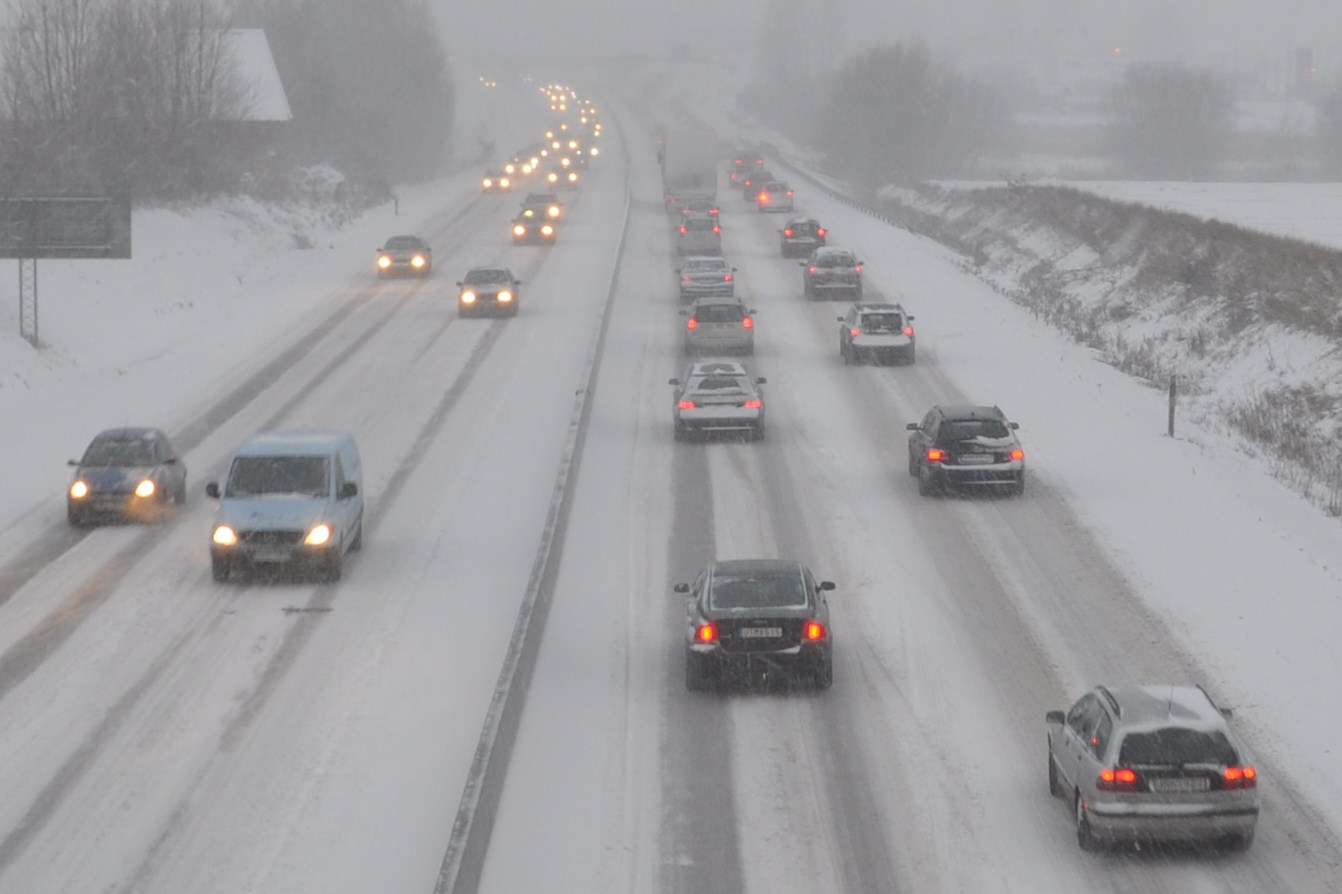
Dåligt väglag på E22 i Skåne.

Väglag beskriver den tillfälliga standard en väg har beroende på rådande väder och markförhållanden. Olika väglag är exempelvis halka, snö, modd, is, tunn is, regnvått och torrt. Vid vinterväglag måste man numera enligt lag i Sverige ha vinterdäck. Grusvägar beskrivs i folkmun även med ord som dammig, rullgrus eller lerig.

## Information om aktuellt väglag
Information om aktuellt väglag ges i Sverige av Trafikverket, bland annat via verkets webbplats. Information ges också ofta i samband med väderleksrapporter och i vägtrafiktjänster som GPS och liknande.